# Cordelia Throop
Cordelia Throop Goldsmith (de casada Cole; 17 de noviembre de 1833 - 29 de abril de 1900) fue una reformadora social estadounidense la cuál en nombre del movimiento por la templanza y la pureza social, dio conferencias, escribió y editó, haciendo valiosas contribuciones con sus escritos y frecuentemente se dirigió a grandes audiencias sobre esos temas. Ella tomó parte muy destacada en la cruzada por la templanza de su estado, recorriendo muchas millas en sus viajes de conferencias y a veces celebrando tres o cuatro reuniones en diferentes lugares en un día. En 1885, fue nombrada superintendente en Iowa de la obra "Escudo Blanco y Cruz Blanca" de la Unión Cristiana de Mujeres por la Templanza (WCTU). Fue una de las editoras ejecutivas del Dial de progreso de Mount Pleasant, Iowa.

## Primeros años y educación
Cordelia nació en la ciudad de Hamilton en el Estado de Nueva York el 17 de noviembre de 1833. Sus padres fueron Jorge A. Throop y Débora Goldsmith. Su madre murió en marzo de 1836, cuando tenía dos años. Su padre murió en 1849 cuando era adolescente, dejando a Cordelia y a un hermano, Jacobo, dos años menor que ella, completamente huérfanos, por lo que sus abuelos, Ricardo y Ruth Goldsmith, se hicieron cargo de ellos.
Recibió su educación en lo que entonces era la Academia Hamilton (ahora Universidad Colgate). Teniendo aspiraciones religiosas, decidió ir como misionera a la India al terminar el colegio, pero abandonó esa idea posteriormente debido a un marcado cambio en su creencia religiosa. Justo antes de graduarse, aceptó una oferta para vivir con una tía y un tío en Galesburg, Illinois, y ocupar un puesto como maestra en ese lugar.

## Carrera
Durante cuatro años fue directora de un seminario privado para jóvenes en Keokuk, Iowa, bajo la dirección de RM Reynolds, y más tarde aceptó un puesto similar en la Universidad del Norte de Illinois en Henry, donde, en 1856, se casó con Guillermo Ramey Cole, adoptando su apellido. Tendrían siete hijos, cinco de los cuales llegaron a la adultez. En 1863, el matrimonio con sus tres hijos mayores, fueron a Cambridge, Massachusetts, donde el Sr. Cole tomó un curso en la Escuela de Divinidad de Harvard, fue ordenado ministro unitario y la familia finalmente se estableció en Mount Pleasant en Iowa.
De 1876 a 1884, fue secretaria de la Asociación Unitaria de Iowa, pudiendo realizar este trabajo desde casa, ya que estaba dedicada a la vida familiar y la educación de sus hijos.
Una parte importante de su trabajo en este período fue el desarrollo de la misión de correos, que se convirtió en una rama firmemente establecida del trabajo unitario. A menudo la llamaban para llenar vacantes en el púlpito de la denominación y en dos ocasiones dio la palabra en los servicios de ordenación. En 1885, fue nombrada superintendente estatal del departamento de la WCTU de Iowa del "Escudo Blanco y la Cruz Blanca". En este trabajo, asistió a conferencias, formó clubes religiosos y viajó muchos kilómetros para cumplir con una cita, a veces celebrando tres o cuatro reuniones en diferentes lugares en veinticuatro horas. Cole entregó cientos de direcciones en Iowa y otros estados. Durante un tiempo fue asistente de Frances Willard, pero en 1889, debido a la división entre los trabajadores, derivada de las afiliaciones políticas del gran organismo, renunció. Después de que se organizó la Unión Nacional de Mujeres Cristianas por la Templanza, no partidista, aceptó el puesto de superintendente nacional, manteniendo aún su lealtad al trabajo de Iowa. En 1896, fue secretaria general de la Liga de la Enmienda Prohibitoria de Iowa, un organismo estatal que tenía su sede en Mount Pleasant.

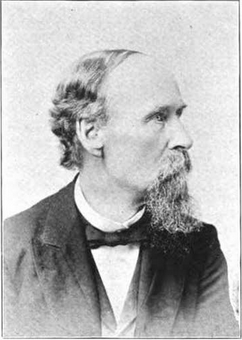
Guillermo Ramey Cole en 1899.

Cole también se involucró en el movimiento de pureza social de la WCTU en las décadas de 1880 y 1890. Pronunció cientos de discursos públicos. Se desempeñó como vicepresidenta de Iowa de la Alianza Americana de Pureza. Sus conferencias para audiencias femeninas fueron una característica destacada de su trabajo, y sus folletos publicados fueron considerados admirables. Con su esposo, editó el Campeón del progreso, un periódico estatal publicado en Mount Pleasant.
Cole estaba interesado en los asuntos públicos y la literatura. Dirigió los primeros Clubes de Lectura de Mount Pleasant y fue cofundadora de la Asociación de Bibliotecarias de Mujeres.

## Muerte
Cordelia murió en Mount Pleasant en Iowa, el 29 de abril de 1900, y fue enterrada en el cementerio Forest Home de dicha ciudad. Su esposo le sobrevivió quince años y fue enterrado a su lado. Cerca de sus tumbas, hay una placa colocada en 1937 por sus descendientes, la cuál dice:

A Guillermo Remy Cole y Cordelia Throop Cole y a su hogar en 1860, un hogar que se convirtió en un centro de trabajo organizado en favor de la templanza, la pureza social y la libertad de pensamiento y expresión en religión y política.

## Obras seleccionadas

### Folletos
- Ayuda en el trabajo de madre
- Un manual para trabajadores de la pureza social